# Problema de condició de frontera lliure
En matemàtiques, un problema de condició de frontera lliure és una equació en derivades parcials a resoldre amb una funció u i el seu domini de definició Ω com a incògnites. El segment Γ de la frontera de Ω que no es coneix en la definició del problema es coneix com a frontera lliure.
L'exemple clàssics d'aquests problemes és el canvi de fase del gel. Per un bloc de gel, es pot resoldre l'equació de la calor i trobar la temperatura per unes condicions de vora i una condició inicial determinades. Però si en alguna regió del bloc de gel la temperatura supera la temperatura de fusió, aquest domini estarà ocupat per aigua líquida. La frontera formada per la interfície entre el gel i l'aigua líquida és definida per la solució de l'equació diferencial.

## Problemes de Stefan de dues fases
La fusió del gel és un problema de Stefan pel camp de temperatures T, que es formula de la següent manera. Considerem un medi que ocupa una regió Ω constituït per dues fases: una fase 1 que és present T > 0 i una fase 2 que és present quan T < 0. Aquestes fases tenen difusivitat tèrmica diferents que anomenarem α1 and α₂. Per exemple, la difusivitat tèrmica de l'aigua líquida és 1.4×10−7 m²/s mentre que la del gel és 1.335×10−6 m²/s.
En les regions constituïdes per una sola fase, la temperatura ve determinada per l'equació de la calor. En la regió 1 (T > 0)
{\displaystyle {\frac {\partial T}{\partial t}}=\nabla \cdot (\alpha _{1}\nabla T)+Q},
mentre que en la regió 2 (T < 0)
{\displaystyle {\frac {\partial T}{\partial t}}=\nabla \cdot (\alpha _{2}\nabla T)+Q.}
on Q representa les fonts de calor. Cal incloure també una condició de contorn a la frontera coneguda Ω.
Sigui Γt la superfície on T = 0 a temps t; aquesta superfície és la interfície entre les dues fases. Sigui ν la normal unitària apuntant cap a la fase 1 (líquida). La condició de Stefan determina l'evolució de la superfície Γ mitjançant l'equació que governa la velocitat V de la superfície lliure en la direcció ν
{\displaystyle LV=\alpha _{1}\partial _{\nu }T_{1}-\alpha _{2}\partial _{\nu }T_{2},}
on L és la calor latent de fusió. ∂νT1 és el límit del gradient quan x s'acosta a Γt des de la regió T > 0 i ∂νT₂ és el límit del gradient quan x s'acosta a Γt des de la regió T < 0.
En aquest problema, el domini sencer Ω és conegut però no la interfície líquid-gel per temps t > 0. És per això que s'anomena problema de frontera lliure, ja que no n'hi ha prou en solucionar l'equació de la calor a cada regió sinó que a més cal determinar la frontera lliure Γ.
El problema de Stefan per una fase correspon a fixar o bé α1 o bé α₂ igual a zero, de manera que és un cas particular del problema de dues fases. També es poden considerar problemes de Stefan amb un nombre arbitrari de fases.

## Problema d'obstacle
Un altre exemple de problema de frontera lliure és el problema d'obstacle, que està estretament relacionat amb l'equació de Poisson. Les solucions de l'equació diferencial
{\displaystyle -\nabla ^{2}u=f,\qquad u|_{\partial \Omega }=g}
satisfan un principi variacional, és a dir que minimitzen el funcional
{\displaystyle E[u]={\frac {1}{2}}\int _{\Omega }|\nabla u|^{2}\,\mathrm {d} x-\int _{\Omega }fu\,\mathrm {d} x}
d'entre totes les funcions u que prenen el valor de g a la vora. En els problemes d'obstacle, s'imposa una restricció addicional: es minimitza el funcional E sota la condició 
{\displaystyle u\leq \varphi \,}
a Ω per una certa funció φ.
Llavors es poden definir el conjunt de coincidència C com la regió on u = φ, el conjunt de no-coincidència N = Ω\C com la regió on u és diferent a φ i la frontera lliure Γ com la interfície entre els dos conjunts. En aquest cas u satisfà el problema de frontera lliure
{\displaystyle -\nabla ^{2}u=f{\text{ in }}N,\quad u=g}
a la frontera de Ω, i
{\displaystyle u\leq \varphi {\text{ in }}|\Omega ,\quad \nabla u=\nabla \varphi {\text{ on }}\Gamma .\,}
Observi's que el conjunt de totes les funcions v tals que v ≤ φ és convex. On el problema de Poisson correspon a la minimització d'un funcional quadràtic en un subespai lineal de funcions, el problema de frontera lliure correspon a la minimització sobre un conjunt convex.

## Connexió amb desigualtats variacionals
Molts problemes de frontera lliure es poden veure com a desigualtats variacionals pel que fa a l'anàlisi. Per il·lustrar aquest argument, estudiarem primer la minimització d'una funció F de n variables reals en un conjunt convex C, on el minimitzador x ve caracteritzat per la condició
{\displaystyle \nabla F(x)\cdot (y-x)\geq 0{\text{ per tot }}y\in C.\,}
Si x és un punt interior de C, llavors el gradient de F ha de ser zero, si x és a la frontera de C el gradient de F a x ha de ser perpendicular a la frontera.
La mateixa idea s'aplica a la minimització d'un funcional diferenciable F en un subconjunt convex d'un espai de Hilbert, on ara el gradient s'interpreta com la derivada variacional. Per concretar aquesta idea podem aplicar-la al problema d'obstacle, que es pot escriure com
{\displaystyle \int _{\Omega }(\nabla ^{2}u+f)(v-u)\,\mathrm {d} x\geq 0{\text{ per tot }}v\leq \varphi .}
Aquesta formulació permet la definició d'una solució feble: utilitzant integració per parts en l'última equació s'obté
{\displaystyle \int _{\Omega }\nabla u\cdot \nabla (v-u)\mathrm {d} x\leq \int _{\Omega }f(v-u)\,\mathrm {d} x{\text{ per tot }}v\leq \varphi .}
Aquesta definició només requereix una derivada de u, de manera semblant al que passa amb la formulació feble de problemes de contorn el·líptics.

## Regularitat dels problemes de frontera lliure
En la teoria d'equacions el·líptiques, es pot demostrar l'existència d'una solució feble d'una equació diferencial mitjançant anàlisi funcional. Malauradament, la solució feble es troba en un espai de funcions amb menys derivades de les que un desitjaria. Per exemple, pel problema de Poisson, es pot afirmar que hi ha una solució feble a H¹, però pot no tenir segones derivades. Llavors cal certa feina addicional per demostrar que la solució feble és suficientment regular.
Pels problemes de frontera lliure, aquest procés es complica per dues raons. La primera és que les solucions sovint presenten discontinuïtats en les derivades a la frontera lliure, encara que siguin analítiques a qualsevol entorn que no inclogui la frontera. La segona és que també cal demostrar la regularitat de la frontera. Per exemple, en els problemes de Stefan, la frontera lliure és una superfície C1/2.